# Human (album OneRepublic)
Human – piąty album studyjny amerykańskiego zespołu pop-rockowego OneRepublic, który został wydany 27 sierpnia 2021 roku przez Mosley Music Group i Interscope Records. Nad produkcją albumu pracowali członkowie zespołu, Ryan Tedder i Brent Kutzle oraz Tyler Spry, Steve Wilmot, John Nathaniel, Zach Skelton.

## Wydanie albumu
Premiera albumu Human była przesuwana kilkakrotnie, także z powodu panującej pandemii COVID-19. Ostatecznie album został wydany 27 sierpnia 2021 roku. Jego wydanie poprzedziło ukazanie się pięciu singli, „Rescuse Me”, „Wanted”, „Didn’t I”, „Better Days”, „Run”, a ostatni, „Someday” ukazał się w dzień premiery krążka. Ponadto na wersji deluxe albumu znalazły się single, „Lose Somebody” we współpracy z norweskim DJ-em Kygo oraz „Wild Life” promujący film Clouds. 
Album Human zadebiutował na 11. miejscu listy Billboard 200, natomiast w Wielkiej Brytanii na 30. miejscu. W Szwajcarii album zajął 1. miejsce na liście Alben Top 100 i w ciągu kilku tygodni zdobył status złotej płyty. 

## Lista utworów
| Human | Human               | Human                                                                                           | Human                                              | Human   |
| Nr    | Tytuł utworu        | Autorzy                                                                                         | Produkcja                                          | Długość |
| ----- | ------------------- | ----------------------------------------------------------------------------------------------- | -------------------------------------------------- | ------- |
| 1.    | „Run”               | Ryan Tedder, Brent Kutzle, John Nathaniel, Tyler Spry                                           | Tedder, Kutzle, Nathaniel, Spry                    | 2:48    |
| 2.    | „Distance”          | Tedder, Casey Smith, Jason Evigan, Mathieu Jomphe-Lepine                                        | Evigan, Billboard, Tedder, Kutzle, Nathaniel, Spry | 3:00    |
| 3.    | „Someday”           | Tedder, Kutzle, Spry, Steven Mudd, Josh Varnadore                                               | Kutzle, Spry, Nathaniel                            | 3:07    |
| 4.    | „Didn’t I”          | Tedder, Kutzle, Zach Skelton, James Abrahart, Kyrre Gørvell-Dahll                               | Tedder, Kutzle, Nathaniel                          | 3:27    |
| 5.    | „Rescue Me”         | Tedder, Kutzle                                                                                  | Tedder, Kutzle, Spry                               | 2:39    |
| 6.    | „Savior”            | Tedder, Kutzle, Skelton                                                                         | Tedder, Kutzle, Spry, Skelton                      | 3:01    |
| 7.    | „Take Care of You”  | Tedder, Louis Bell, Andrew Watt, Ali Tamposi, Nick Mira                                         | Tedder, Watt, Bell, Mira                           | 3:48    |
| 8.    | „Forget About You”  | Tedder, Kutzle, Eddie Fisher, Nathaniel                                                         | Tedder, Kutzle, Nathaniel                          | 2:53    |
| 9.    | „Somebody to Love”  | Tedder, Kutzle, Shane McAnally, Ester Dean, Andrew Wells, Andrew DeRoberts, JT Roach, Jintae Ko | Tedder, Kutzle, Nathaniel, DeRoberts, Spry         | 3:01    |
| 10.   | „Wanted”            | Tedder, Smith, Kutzle, Skelton, Spry                                                            | Tedder, Kutzle, Spry, Steve Wilmot                 | 2:16    |
| 11.   | „Take It Out On Me” | Tedder, Julia Michaels, Michael Tucker                                                          | Tedder, Kutzle, Spry, BloodPop, Brian Willett      | 2:27    |
| 12.   | „Better Days”       | Tedder, Kutzle, Nathaniel                                                                       | Tedder, Kutzle, Nathaniel, Spry                    | 2:24    |
|       |                     |                                                                                                 |                                                    | 34:51   |

| Human – Deluxe Edition | Human – Deluxe Edition        | Human – Deluxe Edition                                                                                     | Human – Deluxe Edition                                | Human – Deluxe Edition |
| Nr                     | Tytuł utworu                  | Autorzy | Produkcja                                             | Długość                |
| ---------------------- | ----------------------------- | --- | ----------------------------------------------------- | ---------------------- |
| 1.                     | „Wild Life”                   | Tedder, Kutzle, Nathaniel                                                                                  | Kutzle, Nathaniel                                     | 4:27                   |
| 2.                     | „Shipes + Tides”              | Tedder, Kutzle, Noel Zancanella                                                                            | Kutzle, Brandon Collins                               | 4:56                   |
| 3.                     | „Someday (wersja akustyczna)” | Tedder, Kutzle, Spry, Mudd, Varnadore                                                                      | Kutzle, Spry                                          | 3:05                   |
| 4.                     | „Lose Somebody (feat. Kygo)”  | Tedder, Gørvell-Dahll, Philip Plestedl, Jacob Torrey, Morten Ristorp, Alexander Delicata, Alysa Vanderheym | Gørvell-Dahll, Rissi, Alex Delicata, Alysa Vanderheym | 3:05                   |
|                        |                               | |                                                       | 15:33                  |

## Pozycje na listach i certyfikaty

### Notowania tygodniowe
| Notowanie (2021)                                | Najwyższa pozycja |
| ----------------------------------------------- | ----------------- |
| Australia (Top 50 Albums)                       | 10                |
| Austria (Alben Top 75)                          | 7                 |
| Belgia (Ultratop 200 Albums Flandria)           | 14                |
| Belgia (Ultratop 200 Albums Walonia)            | 19                |
| Czechy (Albums Top 100)                         | 34                |
| Finlandia (Suomen virallinen lista)             | 45                |
| Francja (Top 200 Albums)                        | 29                |
| Hiszpania (Top 100 Albums)                      | 24                |
| Holandia (Album Top 100)                        | 20                |
| Irlandia (Irish Albums Chart)                   | 83                |
| Kanada (Canadian Albums)                        | 12                |
| Niemcy (Longplay Charts)                        | 8                 |
| Norwegia (Topp 40 Album)                        | 15                |
| Nowa Zelandia (Top 40 Albums)                   | 14                |
| Polska (OLiS)                                   | 31                |
| Portugalia (Top 50 Albums)                      | 17                |
| Szkocja (Scottish Album Chart Top 100)          | 13                |
| Szwajcaria (Alben Top 100)                      | 1                 |
| Szwecja (Top 60 Albums)                         | 54                |
| USA (Billboard 200)                             | 11                |
| Węgry (Top 40 album)                            | 35                |
| Wielka Brytania (Official Albums Chart Top 100) | 30                |
| Włochy (Italian Albums Chart)                   | 15                |

### Certyfikaty
| Kraj                          | Certyfikat      |
| ----------------------------- | --------------- |
| Belgia (BEA)                  | złota płyta     |
| Polska (ZPAV)                 | złota płyta     |
| Szwajcaria (IFPI Switzerland) | platynowa płyta |
| Włochy (FIMI)                 | złota płyta     |